# Erasmus Lapicida
Erasmus Lapicida (ur. około 1445, zm. 19 listopada 1547 w Wiedniu) – kompozytor, duchowny.

## Życiorys
Na temat jego pochodzenia i aktywności młodzieńczej wysuwano rozmaite hipotezy. Między 1510 a 1521 rokiem był członkiem kapeli na dworze elektora Ludwika V w Heidelbergu. Od 1521 roku przebywał w Wiedniu w klasztorze benedyktyńskim Schottenstift. Zgodnie ze świadectwem źródeł dożył przeszło 100 lat. Był autorem polifonicznych opracowań niemieckich pieśni ludowych.